# IAAF Road Race Label Events 2013
Navigation
Édition précédente Édition suivante
Les courses sur route à labels de l'IAAF 2013 (en anglais : IAAF Road Race Label Events) sont des compétitions d'athlétisme régies par l'IAAF. Le circuit regroupe les meilleures compétitions mondiales hors-stade dans les épreuves du marathon, du semi-marathon ainsi que d'autres courses sur route sur des distances allant de 5 à 20 kilomètres.

## Label d'or
Les épreuves classées en première catégorie sous le nom de Courses Label d’Or IAAF (en anglais : IAAF Gold Label Road Races) sont les suivantes en 2013 :
| Épreuve                   | Distance      | Lieu                | Pays                | Date         | Vainqueur Homme       | Vainqueur Femme             |
| ------------------------- | ------------- | ------------------- | ------------------- | ------------ | --------------------- | --------------------------- |
| Marathon de Xiamen        | Marathon      | Xiamen              | Chine               | 5 janvier    | Getachew Terfa Negari | Fatuma Sado Dergo           |
| Marathon de Dubaï         | Marathon      | Dubaï               | Émirats arabes unis | 25 janvier   | Lelisa Desisa         | Tirfi Tsegaye               |
| Marathon de Tokyo         | Marathon      | Tokyo               | Japon               | 24 février   | Dennis Kimetto        | Aberu Kebede                |
| World's Best 10K          | 10 kilomètres | San Juan            | Porto Rico          | 24 février   | Sammy Kitwara         | Joyce Chepkirui             |
| Marathon du lac Biwa      | Marathon      | Otsu                | Japon               | 3 mars       | Vincent Kipruto       | —                           |
| Semi-marathon Rome-Ostie  | Semi-marathon | Rome                | Italie              | 3 mars       | Wilson Kiprop         | Flomena Cheyech             |
| Marathon de Nagoya        | Marathon      | Nagoya              | Japon               | 10 mars      | —                     | Ryoko Kizaki                |
| Marathon de Séoul         | Marathon      | Séoul               | Corée du Sud        | 17 mars      | Frankline Chepkwony   | Flomena Chepchirchir Chumba |
| Marathon de Rome          | Marathon      | Rome                | Italie              | 17 mars      | Getachew Terfa Negari | Kirop Helena                |
| Semi-marathon de Lisbonne | Semi-marathon | Lisbonne            | Portugal            | 24 mars      | Bernard Koech         | Edna Kiplagat               |
| Semi-marathon de Prague   | Semi-marathon | Prague              | Tchéquie            | 6 avril      | Zersenay Tadesse      | Gladys Cherono              |
| Marathon de Paris         | Marathon      | Paris               | France              | 7 avril      | Peter Some            | Boru Tadese                 |
| Marathon de Rotterdam     | Marathon      | Rotterdam           | Pays-Bas            | 14 avril     | Tilahun Regassa       | Jemima Jelagat              |
| Marathon de Vienne        | Marathon      | Vienne              | Autriche            | 14 avril     | Henry Sugut           | Flomena Cheyech             |
| Marathon de Boston        | Marathon      | Boston              | États-Unis          | 15 avril     | Lelisa Desisa         | Rita Jeptoo                 |
| Marathon de Londres       | Marathon      | Londres             | Royaume-Uni         | 21 avril     | Tsegay Kebede         | Priscah Jeptoo              |
| Marathon de Hambourg      | Marathon      | Hambourg            | Allemagne           | 21 avril     | Eliud Kipchoge        | Diana Lobacevske            |
| Marathon de Prague        | Marathon      | Prague              | Tchéquie            | 12 mai       | Nicholas Kemboi       | Caroline Rotich             |
| Great Manchester Run      | 10 kilomètres | Manchester          | Royaume-Uni         | 26 mai       | Moses Kipsiro         | Tirunesh Dibaba             |
| Giro di Castelbuono (en)  | 10 kilomètres | Castelbuono         | Italie              | 26 juillet   | Wilson Kiprop         | —                           |
| Semi-marathon de Bogota   | Semi-marathon | Bogota              | Colombie            | 28 juillet   | Geoffrey Kipsang      | Priscah Jeptoo              |
| Great North Run           | Semi-marathon | Newcastle-upon-Tyne | Royaume-Uni         | 15 septembre | Kenenisa Bekele       | Priscah Jeptoo              |
| Marathon de Berlin        | Marathon      | Berlin              | Allemagne           | 29 septembre | Wilson Kipsang        | Florence Kiplagat           |
| Carrera de la Mujer       | 12 kilomètres | Bogota              | Colombie            | 29 septembre | —                     | Sylvia Kibet                |
| Semi-marathon du Portugal | Semi-marathon | Lisbonne            | Portugal            | 6 octobre    | Wilson Kiprop         | Valeria Straneo             |
| Marathon de Chicago       | Marathon      | Chicago             | États-Unis          | 13 octobre   | Dennis Kimetto        | Rita Jeptoo                 |
| Marathon de Pékin         | Marathon      | Pékin               | Chine               | 20 octobre   | Tadese Tola           | Yang Chang Jia              |
| Marathon d'Amsterdam      | Marathon      | Amsterdam           | Pays-Bas            | 20 octobre   | Wilson Chebet         | Valentine Kipketer          |
| Marathon de Francfort     | Marathon      | Francfort           | Allemagne           | 27 octobre   | Vincent Kipruto       | Caroline Kilel              |
| Great South Run           | 10 miles      | Portsmouth          | Royaume-Uni         | 27 octobre   | Emmanuel Bett         | Florence Kiplagat           |
| Marathon de New York      | Marathon      | New York            | États-Unis          | 3 novembre   | Geoffrey Mutai        | Priscah Jeptoo              |
| Marathon d'Istanbul       | Marathon      | Istanbul            | Turquie             | 17 novembre  | Abraham Kiprotich     | Rebessa Kangogo Chesir      |
| Marathon de Fukuoka       | Marathon      | Fukuoka             | Japon               | 1er décembre | Martin Mathathi       | —                           |
| Marathon de Singapour     | Marathon      | Singapour           | Singapour           | 1er décembre | Luka Chelimo Kipkemoi | Sharon Cherop               |
| Marathon de Shanghai      | Marathon      | Shanghai            | Chine               | 1er décembre | Stephen Mokoka        | Aberu Kebede Shewaye        |

- Épreuves faisant également partie du circuit des World Marathon Majors

## Label d'argent
Les épreuves classées en deuxième catégorie sous le nom de Courses Label d’Argent IAAF (en anglais : IAAF Silver Label Road Races) sont les suivantes en 2013 :
| Épreuve                         | Distance      | Lieu           | Pays         | Date         | Vainqueur Homme         | Vainqueur Femme        |
| ------------------------------- | ------------- | -------------- | ------------ | ------------ | ----------------------- | ---------------------- |
| Marathon d’Osaka                | Marathon      | Osaka          | Japon        | 27 janvier   | —                       | Tetyana Gamera-Shmyrko |
| Kagawa Marugame Half Marathon   | Semi-marathon | Marugame       | Japon        | 3 février    | Collis Birmingham       | Tiki Gelana            |
| Beppu-Ōita Marathon             | Marathon      | Ōita           | Japon        | 3 février    | Yuki Kawauchi           | —                      |
| Marathon de Hong Kong           | Marathon      | Hong Kong      | Hong Kong    | 24 février   | Julius Masei            | Misiker Demissie       |
| Marathon de Daegu               | Marathon      | Daegu          | Corée du Sud | 14 avril     | Abraham Kiprotich       | Margaret Agai          |
| Great Ireland Run               | 10 km         | Dublin         | Irlande      | 14 avril     | Kenenisa Bekele         | Lauren Howarth         |
| Yangzhou Jianzhen Half Marathon | Semi-marathon | Yangzhou       | Chine        | 21 avril     | Jakob Jarso             | Worknesh Degefa        |
| Marathon de Madrid              | Marathon      | Madrid         | Espagne      | 28 avril     | Francis Kiprop          | Vanesa Veiga Comesańa  |
| Ottawa 10K Road Race            | 10 km         | Ottawa         | Canada       | 25 mai       | El Hassan El Abassi     | Malika Asahssah        |
| Marathon d'Ottawa               | Marathon      | Ottawa         | Canada       | 26 mai       | Tariku Jufar            | Yeshi Esayias          |
| Freihofer's Run for Women       | 5 km          | Albany         | États-Unis   | 1er juin     | —                       | Emily Chebet           |
| Semi-marathon d'Olomouc         | Semi-marathon | Olomouc        | Tchéquie     | 22 juin      | Henry Kiplagat          | Betelhem Moges         |
| Grand Prix de Prague            | 10 km         | Prague         | Tchéquie     | 7 septembre  | Daniel Kipchumba Chebii | Josephine Chepkoech    |
| Semi-marathon d'Ústí nad Labem  | Semi-marathon | Ústí nad Labem | Tchéquie     | 15 septembre | Philemon Limo           | Josephine Jepkoech     |
| Dam tot Damloop                 | 10 Mile       | Amsterdam      | Pays-Bas     | 22 septembre | Nguse Amlosom           | Joyce Chepkirui        |
| Marathon de Cologne             | Marathon      | Cologne        | Allemagne    | 13 octobre   | Nicholas Cherimo        | Janet Rono             |
| Great Birmingham Run            | Semi-marathon | Birmingham     | Royaume-Uni  | 20 octobre   | Thomas Ayeko            | Gemma Steel            |
| Marathon de Toronto             | Marathon      | Toronto        | Canada       | 20 octobre   | Deressa Chimsa          | Flomena Cheyech        |
| Course Marseille-Cassis         | 20 km         | Marseille      | France       | 27 octobre   | Mulle Wasihum           | Josephine Jepkoech     |
| Marathon de Venise              | Marathon      | Venise         | Italie       | 27 octobre   | Nixon Machichim         | Mercy Jerotich Kibarus |
| Marathon de Yokohama            | Marathon      | Yokohama       | Japon        | 17 novembre  | —                       | Albina Mayorova        |
| San Silvestre Vallecana         | 10 km         | Madrid         | Espagne      | 31 décembre  | Leonard Komon           | Linet Masai            |

## Label de bronze
Les épreuves classées en troisième catégorie sous le nom de Courses Label de bronze IAAF (en anglais : IAAF Bronze Label Road Races) sont les suivantes en 2013 :
| Épreuve                      | Distance      | Lieu              | Pays               | Date         | Vainqueur Homme       | Vainqueur Femme       |
| ---------------------------- | ------------- | ----------------- | ------------------ | ------------ | --------------------- | --------------------- |
| Marathon de Santiago         | Marathon      | Santiago du Chili | Chili              | 7 avril      | Julius Keter          | Jacqueline Kiplimo    |
| Mangyongdae Prize Marathon   | Marathon      | Pyongyang         | Corée du Nord      | 14 avril     | Ketema Bekele Negassa | Kim Mi Kyong          |
| Marathon de Brighton         | Marathon      | Brighton          | Royaume-Uni        | 14 avril     | Dominic Kangor        | Eunice Kales          |
| Marathon de Nagano           | Marathon      | Nagano            | Japon              | 21 avril     | Yuki Kawauchi         | Natalia Puchkova      |
| Marathon de Düsseldorf       | Marathon      | Düsseldorf        | Allemagne          | 28 avril     | Tulu Dereje Debele    | Gizaw Melkam          |
| Marathon de Hanovre          | Marathon      | Hanovre           | Allemagne          | 5 mai        | Lusapho April         | Olena Burkovska       |
| Semi-marathon de Gifu Seiryu | Semi-marathon | Gifu              | Japon              | 19 mai       | Zersenay Tadesse      | Mestawet Tufa         |
| Marathon de Riga             | Marathon      | Riga              | Lettonie           | 19 mai       | Duncan Koech          | Aberash Nesga         |
| Marathon d'Edimbourg         | Marathon      | Édimbourg         | Royaume-Uni        | 26 mai       | Tola Lema             | Risper Kimaiyo        |
| Corrida de Langueux          | 10 km         | Langueux          | France             | 22 juin      | Tesfaye Abera         | Fantu Jimma           |
| Vidovdan Road Race           | 10 km         | Brcko             | Bosnie-Herzégovine | 22 juin      | Hillary Kipchumba     | Letekidan Hailemariam |
| Gold Coast Marathon          | Marathon      | Bundall           | Australie          | 7 juillet    | Yuki Kawauchi         | Yukiko Akaba          |
| Marathon de Sibérie          | Marathon      | Omsk              | Russie             | 22 septembre | Eugenia Danilova      | Katema Nigussie       |
| 20 km de Paris               | 20 km         | Paris             | France             | 13 octobre   | Tebalu Zawude         | Sarah Chepchirchir    |
| Marathon de Beyrouth         | Marathon      | Beyrouth          | Liban              | 10 novembre  | William Kipsang       | Rehime Kedir Robel    |
| Marathon des Alpes-Maritimes | Marathon      | Nice              | France             | 10 novembre  | Abdisa Sori           | Salina Jebet Kosgei   |
| Marathon de Valence          | Marathon      | Valence           | Espagne            | 17 novembre  | Felix Kipkemoi Keny   | Azalech Masrecha      |
| Corrida de Houilles          | 10 km         | Houilles          | France             | 29 décembre  | Cornelius Kangogo     | Afera Godfay          |